# 西経68度線
西経68度線（せいけい68どせん）は、本初子午線面から西へ68度の角度を成す経線である。北極点から北極海、北アメリカ、大西洋、カリブ海、南アメリカ、太平洋、南極海、南極大陸を通過して南極点までを結ぶ。
西経68度線は、東経112度線と共に大円を形成する。

## 通過する地域一覧
西経68度線は、北極点から南極点まで南に向かって以下の場所を通っている。
| 地理座標                                             | 国土・領土・領海   | 備考 |
| ---------------------------------------------------- | ------------------ | --- |
| 北緯90度0分 西経68度0分 / 北緯90.000度 西経68.000度  | 北極海             | |
| 北緯83度10分 西経68度0分 / 北緯83.167度 西経68.000度 | リンカーン海       | |
| 北緯82度58分 西経68度0分 / 北緯82.967度 西経68.000度 | カナダ             | ヌナブト準州 — エルズミーア島 |
| 北緯80度47分 西経68度0分 / 北緯80.783度 西経68.000度 | ネアズ海峡         | |
| 北緯79度4分 西経68度0分 / 北緯79.067度 西経68.000度  | グリーンランド     | |
| 北緯76度3分 西経68度0分 / 北緯76.050度 西経68.000度  | バフィン湾         | |
| 北緯70度18分 西経68度0分 / 北緯70.300度 西経68.000度 | カナダ             | ヌナブト準州 — バフィン島、オーリティビク島、バフィン島 |
| 北緯62度12分 西経68度0分 / 北緯62.200度 西経68.000度 | ハドソン海峡       | |
| 北緯60度35分 西経68度0分 / 北緯60.583度 西経68.000度 | カナダ             | ヌナブト準州 — アクパトク島 |
| 北緯60度17分 西経68度0分 / 北緯60.283度 西経68.000度 | アンガヴァ湾       | |
| 北緯58度34分 西経68度0分 / 北緯58.567度 西経68.000度 | カナダ             | ケベック州 |
| 北緯49度17分 西経68度0分 / 北緯49.283度 西経68.000度 | セントローレンス川 | |
| 北緯48度40分 西経68度0分 / 北緯48.667度 西経68.000度 | カナダ             | ケベック州 ニューブランズウィック州（北緯48度0分 西経68度0分 / 北緯48.000度 西経68.000度から） |
| 北緯47度13分 西経68度0分 / 北緯47.217度 西経68.000度 | アメリカ合衆国     | メーン州 |
| 北緯44度24分 西経68度0分 / 北緯44.400度 西経68.000度 | 大西洋             | モナ島（ プエルトリコ、北緯18度5分 西経67度56分 / 北緯18.083度 西経67.933度）の西を通過 |
| 北緯18度30分 西経68度0分 / 北緯18.500度 西経68.000度 | カリブ海           | ボネール島（ オランダ、北緯12度12分 西経68度11分 / 北緯12.200度 西経68.183度）の東を通過 ラスアベス諸島（英語版）（ ベネズエラ、北緯11度59分 西経67度40分 / 北緯11.983度 西経67.667度）の西を通過 |
| 北緯10度29分 西経68度0分 / 北緯10.483度 西経68.000度 | ベネズエラ         | |
| 北緯6度12分 西経68度0分 / 北緯6.200度 西経68.000度   | コロンビア         | |
| 北緯1度45分 西経68度0分 / 北緯1.750度 西経68.000度   | ブラジル           | アマゾナス州 アクレ州（南緯9度20分 西経67度56分 / 南緯9.333度 西経67.933度から） |
| 南緯10度39分 西経68度0分 / 南緯10.650度 西経68.000度 | ボリビア           | ラパス（北緯16度29分 西経68度8分 / 北緯16.483度 西経68.133度）の東を通過 |
| 南緯22度2分 西経68度0分 / 南緯22.033度 西経68.000度  | チリ               | |
| 南緯24度18分 西経68度0分 / 南緯24.300度 西経68.000度 | アルゼンチン       | |
| 南緯50度3分 西経68度0分 / 南緯50.050度 西経68.000度  | 大西洋             | |
| 南緯53度34分 西経68度0分 / 南緯53.567度 西経68.000度 | アルゼンチン       | フエゴ島 |
| 南緯54度53分 西経68度0分 / 南緯54.883度 西経68.000度 | チリ               | ナバリノ島 |
| 南緯55度14分 西経68度0分 / 南緯55.233度 西経68.000度 | 太平洋             | |
| 南緯55度32分 西経68度0分 / 南緯55.533度 西経68.000度 | チリ               | ホステ島（英語版） |
| 南緯55度41分 西経68度0分 / 南緯55.683度 西経68.000度 | 太平洋             | ハーミット島（英語版）（ チリ、南緯55度50分 西経67度50分 / 南緯55.833度 西経67.833度）の西を通過                                                                                                  |
| 南緯60度0分 西経68度0分 / 南緯60.000度 西経68.000度  | 南極海             | |
| 南緯66度40分 西経68度0分 / 南緯66.667度 西経68.000度 | 南極大陸           | アデレード島 — アルゼンチン（アルゼンチン領南極）と チリ（チリ領南極）と イギリス (イギリス領南極地域)が領有権を主張                                                                              |
| 南緯67度26分 西経68度0分 / 南緯67.433度 西経68.000度 | 南極海             | マルグリット湾 |
| 南緯69度8分 西経68度0分 / 南緯69.133度 西経68.000度  | 南極大陸           | アルゼンチン（アルゼンチン領南極）と チリ（チリ領南極）と イギリス (イギリス領南極地域)が領有権を主張                                                                                             |